# 成田市立加良部小学校
成田市立加良部小学校（なりたしりつ からべしょうがっこう）は、千葉県成田市加良部にある市立小学校。1973年、成田市立向台小学校より学区が分離されて、開校した。

## 概要
成田ニュータウンの南東部に位置し、江弁須、飯田町、加良部、赤坂、大袋を学区とする。学園東通りをはさみ、成田市立西中学校と対峙する。体育館、プールに加え、上下2つのグラウンドを持つ。また、敷地内に、児童ホームが存在する。
近年、近隣の開発が進み、住宅地が増しており、児童数は増加傾向にある。平成21年度の在籍児童数は、782名。なお、卒業生は、通常、成田市立中台中学校及び、成田市立西中学校の2校に分かれて進学する。

## 沿革
- 1973年 - 開校（生徒数387名）
- 1976年 - 観察池設置
- 1979年 - 体育館完成
- 1982年 - 創立10周年
- 1992年 - 創立20周年
- 1994年 - 南校舎改修工事
- 1995年 - 北校舎改修工事
- 2002年 - 創立30周年
- 2004年 - 校舎増築工事
- 2009年 - グラウンド改修工事

## 進学
- 成田市立西中学校
- 成田市立中台中学校

## 交通
- JR成田駅西口 3番線乗り場 千葉交通「はなのき台行き」「加良部小学校下車」約5分